# 197864 Florentpagny
197864 Florentpagny è un asteroide della fascia principale. Scoperto nel 2004, presenta un'orbita caratterizzata da un semiasse maggiore pari a 2,3670290 UA e da un'eccentricità di 0,2341082, inclinata di 5,27546° rispetto all'eclittica.